# Aeroportul Namutoni
Aeroportul Namutoni (IATA: NNI, ICAO: FYNA) este un aeroport din Namibia ce deservește zona Namutoni⁠(d).
Situat la o altitudine de 1.091 m, aeroportul dispune de o singură pistă.